# Dana (ca sĩ Hàn Quốc)
Hong Sung-mi (Hangul: 홍성미, Hán tự: 洪性美, sinh ngày 17 tháng 7 năm 1986), thường được biết tới là Dana, là một ca sĩ Hàn Quốc trực thuộc SM Entertainment, dù cô đã là một ca sĩ solo ra mắt năm 2001. Cô cũng đã trở thành một thành viên của nhóm nhạc nữ The Grace.
Cô đã ra mắt vào năm 2005.

## Sự nghiệp
Bắt đầu là một ca sĩ solo cho hãng đĩa SM Entertainment của Lee Soo Man, Dana được tin tưởng sẽ là "BoA tiếp theo". Trước khi ra mắt, cô được quảng bá qua vai nữ trong bộ phim Ace of Peace của ban nhạc thần tượng nổi tiếng H.O.T và video âm nhạc Polaris của Kangta.
Năm 2001, cô tung ra đĩa đơn đầu tay rất thành công Sesang kkeutkkaji (Until The End Of The World) một đoạn trích từ ca khúc 'Tell Me No More Lies' của nhà soạn nhạc người châu Âu Stefan Aberg. Cô tiếp tục ra mắt ca khúc Diamond, một ca khúc nhạc pop/dance có sự kết hợp kết hợp với U-Know Yunho, trưởng nhóm của nhóm nhạc DBSK năm 2003. Sự nghiệp của cô gặt được nhiều thành công và cô tiếp tục được quảng bá bằng cách xuất hiện trên các show như X-Man, diễn vai chính trong bộ phim sitcom Nonstop 3. Album thứ hai của cô được phát hàng năm 2003, tuy nhiên lại không được ưa chuộng và bán chậm. Từ đó cô biến mất khỏi nền âm nhạc cho đến khi The Grace ra mắt.
Từ năm 2005, cô là một thành viên của CSJH The Grace. Do có sự ra mắt sớm hơn trong nền âm nhạc Hàn Quốc, cô được coi là trưởng nhóm, nhưng trong một buổi phỏng vấn cô đã phủ nhận điều này và phát biểu rằng mỗi thành viên trong nhóm đều có vai trò khác nhau. Trong album tiếng Nhật thứ tư, cô đã sáng tác ca khúc solo cho riêng mình mang tên 'Sayonara No Mukou Ni'.
Bắt đầu từ tháng 5 năm 2010, Dana thực hiện vai diễn cho vở nhạc kịch Daejanggeum phần 3. Sau đó cùng năm 2010, Dana cùng với bạn cùng nhóm Sunday và các đồng nghiệp Onew của SHINee và Jay của TRAX tham gia nhạc kịch Musical Rock Of Ages với vai diễn Sherrie. Cuối năm 2010, cô vào vai Constance trong vở nhạc kịch The Three Musketeers (ba chàng lính ngự lâm) cùng với Kyuhyun của Super Junior và Jay của TRAX. Cô ấy nói rằng cô đã rất lo lắng khi phải hôn Kyuhyun trong một cuộc phỏng vấn.
Tháng 6 năm 2011, SM công bố sẽ ra mắt một đĩa đơn mới với hình ảnh mới. Ngày 8 tháng 7 năm 2011 cô ra mắt với DANA and SUNDAY The GRACE đĩa đơn mang tựa đề 나 좀 봐줘 (One More Chance) và đĩa đơn được phát hành ngày 11 tháng 7.
Năm 2012, cô tham gia nhạc kịch Catch Me If You Can với vai Brenda Strong cùng với Kyuhyun của Super Junior, Key của SHINee và Sunny của Girls' Generation. Hơn nữa, cô còn góp giọng cho nhạc phim To The Beautiful You với ca khúc Maybe We đã được ra mắt vào đầu tháng 9.

## Danh sách đĩa nhạc

### Album solo
| Albums                     | Ngày ra mắt         |
| -------------------------- | ------------------- |
| Until the end of the world | 10 tháng 9 năm 2001 |
| 남겨둔 이야기 (Maybe)      | 1 tháng 10 năm 2003 |

### MV đã ra mắt
- 세상끝까지
- Diamond
- 남겨둔 이야기 (Maybe)
- What is Love (Original Ver.)

### Album cùng với CSJH Dana & Sunday
| Kiểu đĩa         | Tên đĩa                      | Ngày phát hành       |
| ---------------- | ---------------------------- | -------------------- |
| Đĩa kĩ thuật số  | One More Chance (나 좀 봐줘) | 11 tháng 7 năm 2011  |
| Đĩa kĩ thuật số  | Now You (지금 그대)          | 23 tháng 9 năm 2011  |
| Đĩa đơn đặc biệt | First Americano              | 19 tháng 12 năm 2011 |

### Khác
| Tên Album                                              | Ngày ra mắt          |
| ------------------------------------------------------ | -------------------- |
| Christmas Winter Vacation in SMTown.com - Angel Eyes   | 4 tháng 12 năm 2001  |
| Summer Vacation in SMTown.com                          | 10 tháng 6 năm 2002  |
| 2002 Winter Vacation in SMTown.com - My Angel My Light | 6 tháng 12 năm 2002  |
| 2003 Summer Vacation in SMTown.com                     | 18 tháng 6 năm 2003  |
| 2003 Winter Vacation in SMTown.com                     | 8 tháng 12 năm 2003  |
| 2004 Summer Vacation in SMTown.com                     | 2 tháng 7 năm 2004   |
| 2006 Summer SMTown                                     | 20 tháng 6 năm 2006  |
| 2006 Winter SMTown - Snow Dream                        | 12 tháng 12 năm 2006 |
| Billie Jean Look at Me OST                             | 24 tháng 1 năm 2007  |
| Air City OST (MBC TV Drama)                            | 23 tháng 5 năm 2007  |
| 2007 Summer SMTown - Fragile                           | 5 tháng 7 năm 2007   |
| 2007 Winter SMTown - Only Love                         | 10 tháng 12 năm 2007 |
| 2011 Winter SMTown – The Warmest Gift                  | 13 tháng 12 năm 2011 |

## Diễn xuất
| Năm       | Tên nhạc kịch/MV                        | Vai diễn               | Ghi chú                                  |
| --------- | --------------------------------------- | ---------------------- | ---------------------------------------- |
| 2000      | [(평화의 시대) Age of Peace             | DANA                   | 3D Movie cùng với H.O.T                  |
| 2001      | Polaris MV                              | Chính mình             | MV Solo đầu tiên củaKangta               |
| 2002      | Nonstop 3                               | DANA                   | phim hài Sitcom                          |
| 2010      | (고궁뮤지컬 대장금) Daejanggeum phần 3  | Seo Jang-geum (서장금) | Nhạc kịch                                |
| 2010      | (락 오브 에이지) Rock of Ages           | Sherrie Christian      | nhạc kịch cùng với Sunday, Onew, and Jay |
| 2010–2011 | (삼총사)The Three Musketeers            | Constance              | nhạc kịch cùng với Kyuhyun và Jay        |
| 2012      | (아모레미오) Amore Mio                  | Mi-rae (미래)          | đặc biệt                                 |
| 2012      | (캐치 미 이프 유캔) Catch Me If You Can | Brenda Strong          | cùng với Kyuhyun, Key, and Sunny         |